# Teologia bíblica
A Teologia bíblica estuda a Bíblia e organiza as conclusões obtidas pela Teologia exegética (que usa técnicas como a exegese para interpretar a Bíblia) em várias divisões e áreas de estudo, com a finalidade de estudar e conhecer a evolução ou a história progressiva da Revelação de Deus à humanidade, desde da sua queda e passando pelo Antigo Testamento e Novo Testamento. 
A Teologia Bíblica, ao contrário da Teologia Sistemática, é indutiva, isto é, a partir da pesquisa exegética faz afirmações, ou seja, parte do específico para o geral. De um modo geral, a Teologia Bíblica parte da exegese de textos bíblicos como afirmação primeira, daí elaborando afirmações decorrentes.
A Teologia Bíblica ainda divide-se em:
- Teologia Bíblica do Antigo Testamento. Nesta parte, os teólogos bíblicos dão especial ênfase às profecias e indícios revelados no Antigo Testamento relativos à vinda e missão de Jesus Cristo, o Messias;
- Teologia Bíblica do Novo Testamento.

Não há uma Teologia Bíblica unificada, o que há são diversas teologias das tradições biblicas. Mesmo no Antigo Testamento, encontram-se as teologias dos livros históricos, e estas ainda se subdividem em outras teologias de acordo com o método de pesquisa empregado, também encontram-se a teologia dos escritos proféticos e dos escritos sapienciais. No Novo Testamento há a teologia de Mateus, de João (Jo, 1Jo, 2Jo, 3Jo, Ap), de Paulo (Cartas Paulinas), de Lucas (Lc e At). O teológo alemão Hans-Joachim Kraus aborda no livro Die Biblische Theologie esta problemática da múltiplas tradições e teologias bíblicas.

## História
A Teologia Bíblica, diferentemente da Teologia Sistemática, busca extrair uma hermenêutica a partir da própria Bíblia, fazendo-se necessária a exegese, ou seja, uma compreensão do texto bíblico em seu contexto original, bem como extrair do mesmo a riqueza para uma interpretação. Assim, se percebemos bem, ao longo da história do Cristianismo, a Teologia Bíblica é algo recente, pois desde os princípios teológicos do primeiro século, a teologia se demonstrou dogmática, ou seja, a partir da fé e do dogma, busca a devida hermenêutica, de forma que a construção teológica sempre ficava presa à sistemática.
Podemos propor que um início do pensamento que gerou a Teologia Bíblica seja do século XVI, através do pensamento reformista, especialmente o de Martinho Lutero, com a Sola Scriptura. O que ocorre na Reforma Protestante é uma valorização da individualidade, na qual cada pessoa pode se confessar diretamente a Deus, o que cria um contraponto à teologia dogmática e, vai reforçando a ideia de uma teologia bíblica. Vemos através do pensamento do teólogo José Roberto Cristofani que com o Iluminismo, já no século XVIII, a teologia bíblica se apresenta como uma ciência crítica da teologia sistemática (CRISTOFANI apud SILVA, 2016,p.36).
Dentre muitas discussões, o corpo da Teologia Bíblica vai se compondo em se considerar não somente uma interpretação histórica-crítica, mas também teológica, sabendo-se que quando nos voltamos a seguir um sistema teológico, terminamos por receber influências dogmáticas, mas se nos prendemos no método histórico-crítico, deixamos de absorver a verdadeira essência do texto bíblico. O desafio para a construção de uma teologia bíblica é constante, mas podemos perceber, já no século XX, a construção de uma teologia querigmática, que consiste em definir a Palavra de Deus (Bíblia) como centro. Assim, a partir dela deriva qualquer estudo que se possa fazer.

## A Teologia do Novo Testamento – As Principais Doutrinas
Abaixo , listo as Doutrinas fundamentais do Novo Testamento, que formam a base da Teologia do Novo Testamento, através de um pequeno e simples esboço.
Doutrina de Deus  – Teontologia – João 7 16 ‐ 17
“Respondeu‐lhes Jesus: A minha doutrina não é minha, mas daquele que me enviou. Se alguém quiser fazer a vontade de Deus, há de saber se a doutrina é dele, ou se eu falo por mim mesmo.”
A Existência de Deus
A Natureza de Deus
Os Atributos de Deus
Doutrina de Cristo  – Cristologia – Mateus 1: 18
“Ora, o nascimento de Jesus Cristo foi assim: Estando Maria, sua mãe, desposada com José, antes de se ajuntarem, ela se achou ter concebido do Espírito Santo.”
Natureza de Cristo
Os Ofícios de Cristo
A Obra de Cristo
Doutrina do Espírito Santo – Pneumatologia – Romanos 8: 11
“E, se o Espírito daquele que dos mortos ressuscitou a Jesus habita em vós, aquele que dos mortos ressuscitou a Cristo Jesus há de vivificar também os vossos corpos mortais, pelo seu Espírito que em vós habita.”
A Natureza do Espírito Santo
O Espírito Santo no Antigo Testamento
O Espírito Santo em Cristo
O Espírito Santo no Cristão
Os Dons do Espírito
Doutrina dos Anjos – Angelologia – Hebreus 1: 13 ‐ 14
“Mas a qual dos anjos disse jamais: Assenta‐te à minha direita até que eu ponha os teus inimigos por escabelo de teus pés? Não são todos eles espíritos ministradores, enviados para servir a favor dos que hão de herdar a salvação?”
Sua Natureza
Sua Classificação
Seu caráter
Sua Obra
Reino das trevas
Doutrina do Homem – Antropologia – Mateus 19: 4
“Respondeu‐lhe Jesus: Não tendes lido que o Criador os fez desde o princípio homem e mulher?”
A Origem do Homem
A Natureza do Homem
A Imagem de Deus no Homem
Doutrina da Salvação – Soteriologia – Romanos 3: 24
“sendo justificados gratuitamente pela sua graça, mediante a redenção que há em Cristo Jesus”
A Natureza da Salvação
Justificação
Regeneração
Santificação
Doutrina da Igreja – Eclesiologia – Atos 11: 22
“Chegou a notícia destas coisas aos ouvidos da igreja em Jerusalém; e enviaram Barnabé a Antioquia;”
A Natureza da Igreja
A Fundação da Igreja
As Ordenanças da Igreja
A Organização da Igreja
Doutrina das Últimas Coisas  – Escatologia- Mateus 24: 3
“E estando ele sentado no Monte das Oliveiras, chegaram‐se a ele os seus discípulos em particular, dizendo: Declara‐nos quando serão essas coisas, e que sinal haverá da tua vinda e do fim do mundo.”
Sinais da Vinda de Jesus
Arrebatamento da Igreja
Tribunal de Cristo
Bodas do Cordeiro
Grande tribulação Milênio
Juízo do Trono Branco